# Varty Ohanian-Kevorkian
Varty Ohanian-Kevorkian (armenisch Վարդինե Օհանյան, arabisch فارتينيه أوهانيان, * um 1980) ist eine libanesische Sozialpädagogin. Von Januar bis August 2020 war sie Ministerin für Jugend und Sport im Kabinett Diab und hat dieses Amt seit Diabs Rücktritt geschäftsführend inne. Sie ist armenischer Abstammung.

## Leben und Wirken
Ohanian arbeitete als Sozialarbeiterin und war von 2017 bis 2019 Leiterin eines sonderpädagogischen Bildungszentrums im Beiruter Stadtteil Bourj Hammoud, das Zvartnots Centre, das sich um Kinder mit besonderen Bedürfnissen kümmert. Sie steht dem Theologen Katholikos Aram I und der Tachnag-Partei nahe. Am 21. Januar 2020 wurde sie, vorgeschlagen von der Tachnag-Partei und als Vertreterin der armenisch-orthodoxen Bevölkerungsgruppe, Ministerin für Jugend und Sport im Kabinett von Hassan Diab.
Nach dem Rücktritt von Hassan Diab als Ministerpräsident am 10. August 2020 blieb die Ministerin bis zur Bildung eines neuen Kabinetts geschäftsführend im Amt.